# Aikenhead House

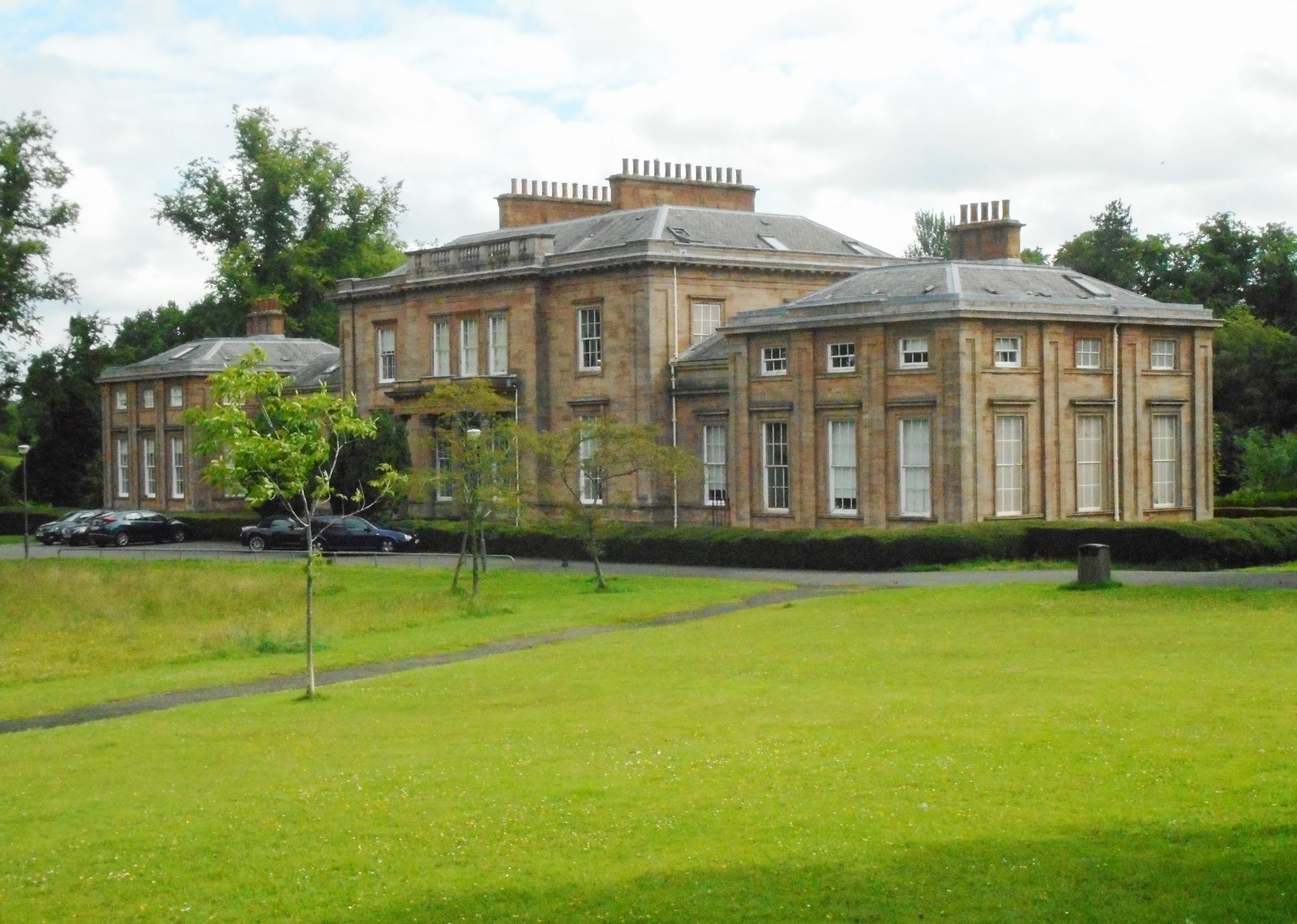
Aikenhead House

Aikenhead House ist ein Herrenhaus in der schottischen Stadt Glasgow. 1970 wurde das Bauwerk in die schottischen Denkmallisten in der höchsten Denkmalkategorie A aufgenommen.

## Geschichte
Aikenhead House wurde im Jahre 1806 für John Gordon erbaut. Der planende Architekt ist nicht überliefert, anhand architektonischer Details wird der Entwurf jedoch dem schottischen Architekten David Hamilton zugeschrieben. Im Jahre 1823 wurden zwei Pavillons hinzugefügt, die Hamilton gesichert entwarf. John Honeyman zeichnet für die Überarbeitung im Jahre 1865 verantwortlich. Diese Maßnahme schlug mit 291 £ zu Buche. 1985 wurde das Herrenhaus in separate Wohneinheiten unterteilt.

## Beschreibung
Aikenhead House steht im King’s Park im Glasgower Süden. Das zweistöckige Herrenhaus ist klassizistisch ausgestaltet. Der Corps de Logis ist über zwei Flügel mit den flankierenden Pavillons verbunden. Der Portikus am drei Achsen weiten Mittelrisaliten ist mit vier korinthischen Säulen gestaltet. Das Portal schließt mit einem kleinteiligen Kämpferfenster. Die Fassade schließt mit Fries und Kranzgesimse. Das aufsitzende Plattformdach ist mit Schiefer eingedeckt.
Die zweistöckigen Pavillons mit Mezzaninen sind stilistisch dem Corps de Logis angeglichen. Kolossale Pilaster gliedern die Fassade vertikal. Um Eingänge zu bieten, wurde im Zuge der Umgestaltung in den 1980er Jahren an jedem Pavillon ein Fenster zu einer Eingangstüre verändert. Die Pavillons schließen mit flachen, schiefergedeckten Plattformdächern.